# Cromosoma 4
Con il nome di cromosoma 4 si indica, per convenzione, il quarto cromosoma umano in ordine di grandezza. Le persone presentano solitamente due copie del cromosoma 4, come di ogni autosoma. Il cromosoma 4 possiede all'incirca 192 milioni di nucleotidi. I due cromosomi 4 rappresentano oltre il 6% del DNA totale nelle cellule umane.
Il cromosoma 4 contiene di certo oltre 1000 geni, ma si ritiene possa contenerne fino a 1100.
Il numero di polimorfismi a singolo nucleotide (SNP)  individuati è di oltre 750.000.